# 戈哲卜河
7°20′25″N 37°21′17″E / 7.34028°N 37.35472°E
戈哲卜河是埃塞俄比亞的河流，位於該國西南部，處於南方民族、部落和人民州，屬於奧莫河的支流，距離首都亞的斯亞貝巴240公里。